# 康悌
亚历山大·康悌（法語：Alexandre-Robert Conty，1864年5月3日—1947年6月1日），是法国外交官。曾出任驻中华民国、驻丹麦、驻巴西公使。